# Low Island (Szetlandy Południowe)
Low island (Nizinna Wyspa, znan również jako: Isla Baja, Jameson Island i Jamesons Island) – wyspa o wymiarach 14 na 8 km, położona 22,5 km na płd-zach od Wyspy Smitha w archipelagu Szetlandów Południowych. Low Island znana jest żeglarzom od 1820 r.